# Dniprjany
Dniprjany (ukrainisch Дніпряни; russisch Днепряны Dneprjany) ist eine Siedlung städtischen Typs im Zentrum der ukrainischen Oblast Cherson mit etwa 4200 Einwohnern (2019).

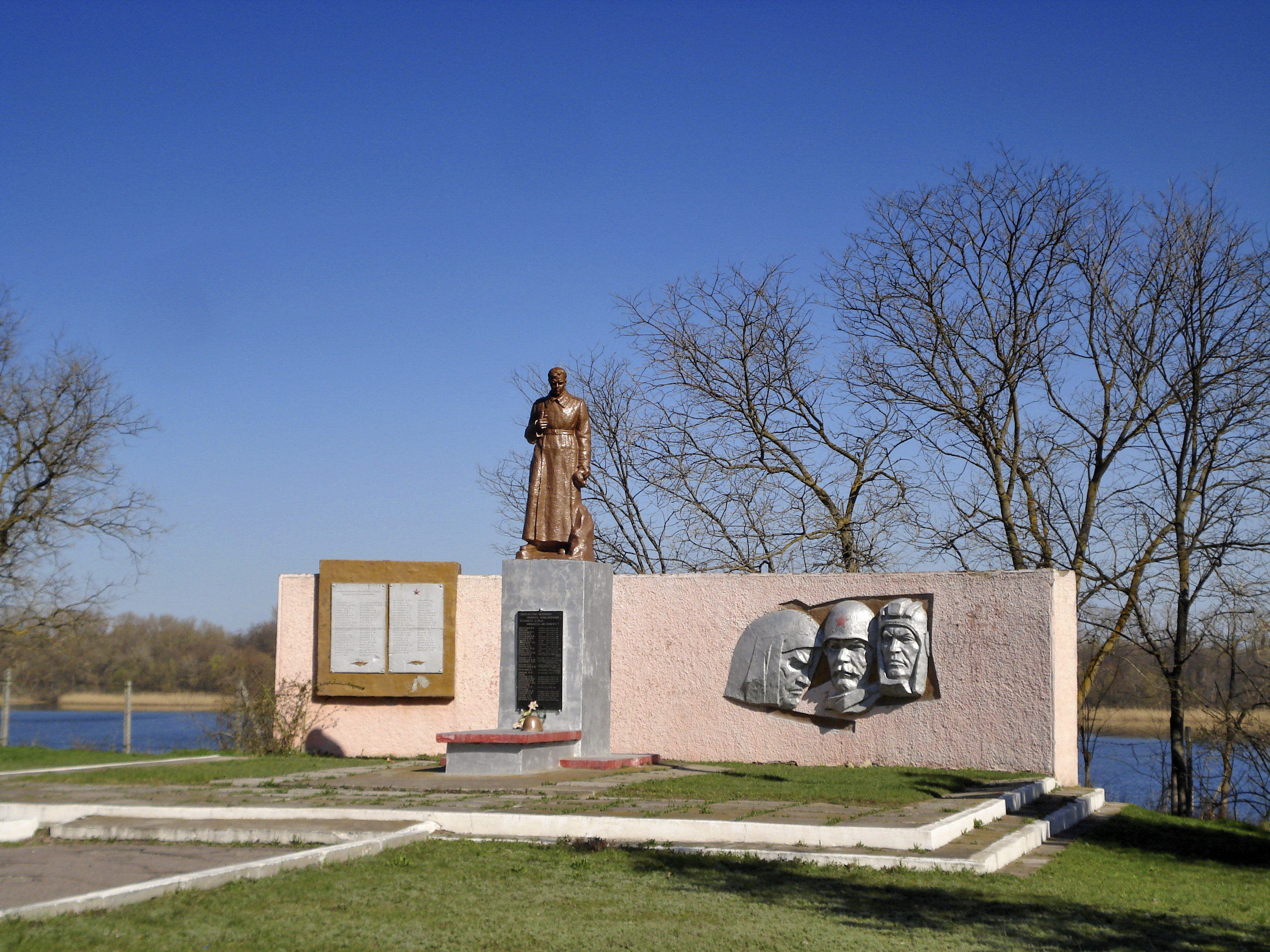
Denkmal im Ort

Die Siedlung befindet sich am Unterlauf des Dnepr am linken Dneprufer 62 km nordöstlich der Oblasthauptstadt Cherson.
Die Ortschaft wurde 1791 mit dem Namen Brytany (Британи) gegründet und erhielt 1946 ihren heutigen Namen. Seit 1956 besitzt Dniprjany den Status einer Siedlung städtischen Typs.
Nach dem russischen Überfall auf die Ukraine am 24. Februar 2022 wurde der Ort Ende Februar von russischen Truppen besetzt.
Am 2. Oktober 2018 wurde die Siedlung ein Teil der Stadtgemeinde Nowa Kachowka; bis dahin bildete es die Siedlungsgemeinde Dniprjany (Дніпрянська селищна рада/Dniprjanska selyschtschna rada) als Teil der Stadtratsgemeinde Nowa Kachowka.
Seit dem 17. Juli 2020 ist sie ein Teil des Rajons Kachowka.